# Бархатница волжская
Бархатница волжская (лат. Hipparchia volgensis) — вид дневных бабочек из рода Hipparchia в составе семейства Бархатницы.

## Систематика
Таксон volgensis был описан первоначально как «раса» Hipparchia semele из Нижнего Поволжья Г. А. Мазохиным-Поршняковым, который указывал на такие отличия от таксонов cotys (который сейчас трактуется как Hipparchia pellucida pellucida) и semele: средний по толщине ункус и субункус, средняя по величине и «промежуточная» по конфигурации вальва, заостренное основание и узкая вершина андрокониальных чешуек, отсутствие красноватого оттенка и черно-белая контрастность фона нижней стороны заднего крыла, более темный верх крыльев, контрастный коричнево-оранжевый рисунок верхней стороны крыльев самки. В первоописании подчеркивается «промежуточный» (между Hipparchia pellucida pellucida и Hipparchia semele) по морфологическим характеристикам статус таксона volgensis.
В настоящее время на основании ряда отличий таксону volgensis придают статус вида. Однако, ряд исследователей на основании того, что сравнительно-морфологические исследования не показывает четко фиксированной корреляции между этими признаками, а подчас и отсутствие резких отличий по строении копулятивного аппарата рассматривают таксон в статусе подвида Hipparchia pellucida volgensis.

## Этимология названия
volgensis (топонимическое) — волжская.

## Описание
Длина переднего крыла — 22—25 мм. Верхняя сторона крыльев темно-бурого цвета с редуцированной перевязью на переднем крыле, которая представлена разрозненными желтыми пятнами, у самцов с косым крупным андрокониальным полем. У самок пятна и перевязь расширены. На заднем крыле находятся оранжевые прикраевые пятна, ограниченные изнутри желтым напылением.

## Ареал и местообитание
На территории Восточной Европы обитает в Юго-восточной Румынии, а также в степи и лесостепи юго-восточной части Украины и юга европейской части России. На восток распространен до Нижней Волги, где встречается от средней части. Долина Волги от Волгограда до Астрахани. Волгоградская область, Ростовская область, Астраханская область. В Воронежской области населяет левый берег реки Дон в окрестностях Верхнего Мамона.
Встречается локально на опушках сосновых лесов на песчаной почве, на полянах и опушках пойменных, байрачных и нагорных лесов, в сосновых лесополосах, светлых, разреженных, слабо закустаренных тополевых или байрачных дубовых лесах, часто в поймах рек, лесах в балках. Бабочки светолюбивы, держатся хорошо освещенных участков леса. На Юго-востоке Украины населяет каменистые остепненные склоны речных каньонов.

## Биология
За год развивается в одном поколении. Лёт наблюдается с конца мая до начала октября. Бабочки питаются нектаром различных Яснотковых (Lamiaceae): шалфей (Salvia sp.), чабрец (Thymus sp.).
Самка откладывает яйца поштучно на сухие листья и стебли злаков. Стадия яйца длится 8—10 дней. Гусеницы проходят в своем развитии 5 возрастов. Гусеницы последнего пятого достигают длины 33—37 мм. Питаются преимущественно по ночам на Argopiron repens, коротконожка, костер, овсяница, Deschampsia cespitosa, возможно, на других злаковых. Окукливаются в земляной колыбельке в легком коконе или открыто на земле. Стадия куколки длится 16—19 дней.

## Охрана
Включен в Красную книгу Воронежской области (Категория 2 — сокращающийся в численности вид.) и в Красную книгу Саратовской области.